# Кристи, Джеймс Уолтер
Джеймс Уо́лтер Кри́сти (англ. James Walter Christy, род. 15 сентября 1938, Милуоки, Висконсин, США) — американский астроном, первооткрыватель Харона.

## Биография
Работал в Военно-морской обсерватории США, где изучал двойные звезды, в том числе фотографическим методом.
В 1978 году обнаружил, что у Плутона есть спутник, который он назвал Харон.
Открытие было сделано путём изучения снимков Плутона, на некоторых из которых был заметен небольшой «выступ». Первоначально он был интерпретирован как дефект изображения. Кристи, однако, заметил, что «удлинённым» оказалось только изображение Плутона, но не фоновых звёзд. Это позволило ему предположить, что замеченный «выступ» — не дефект фотографии, а изображение неизвестного спутника Плутона.
В 2008 году в его честь был назван астероид (129564) Кристи.